# Brande
Brande este un oraș în Danemarca.